# S.T.A.L.K.E.R. (série de jeux vidéo)
Cet article concerne la série de jeux vidéo S.T.A.L.K.E.R.. Pour le premier jeu de la série, voir S.T.A.L.K.E.R.: Shadow of Chernobyl.
STALKER est une série de jeux vidéo survival horror à la première personne, développée par GSC Game World, studio de développement en Ukraine. Les événements du jeu se déroulent dans la zone d'exclusion de Tchernobyl dans un monde alternatif, en Ukraine, aujourd'hui. Selon les jeux, une anomalie inattendue a affecté la zone d'exclusion en 2006. En conséquence, les processus physiques, chimiques et biologiques de ce territoire ont changé. De nombreuses anomalies, artefacts et mutants sont apparus. Le jeu est adapté du roman Roadside Picnic d'Arkady et Boris Strugatsky, et a également été influencé par le film Stalker d'Andrei Tarkovsky. "STALKER" est un backronym pour Scavengers, Trespassers, Adventurers, Loners, Killers, Explorers et Robbers.

## Monde
| 2007 | S.T.A.L.K.E.R.: Shadow of Chernobyl  |
| 2008 | S.T.A.L.K.E.R.: Clear Sky            |
| 2009 | S.T.A.L.K.E.R.: Call of Pripyat      |
| 2010 |                                      |
| 2011 |                                      |
| 2012 |                                      |
| 2013 |                                      |
| 2014 |                                      |
| 2015 |                                      |
| 2016 |                                      |
| 2017 |                                      |
| 2018 |                                      |
| 2019 |                                      |
| 2020 |                                      |
| 2021 |                                      |
| 2022 |                                      |
| 2023 |                                      |
| 2024 | S.T.A.L.K.E.R. 2: Heart of Chornobyl |

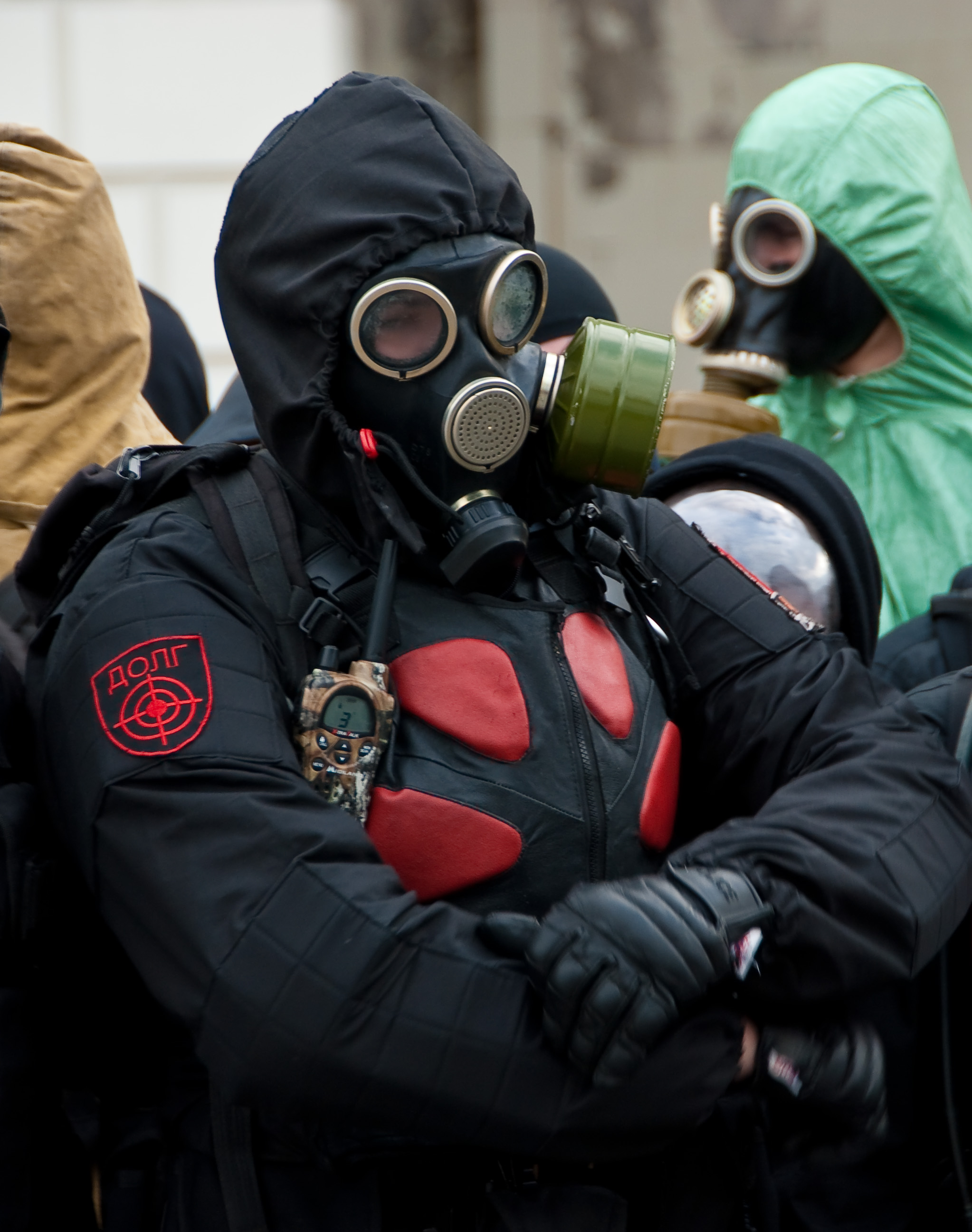
Participants au fan festival Stalker-Fest 2009

L'action de la franchise se déroule dans la Zone, une zone d'exclusion alternative de Tchernobyl. En raison de l'activité de plusieurs laboratoires classifiés qui avaient mené des expériences avec des capacités psioniques, une catastrophe s'est produite en 2006, qui a provoqué des phénomènes physiques et météorologiques dans toute la Zone et une mutation de la vie végétale et animale locale. La Zone est riche en anomalies, des phénomènes inexplicables qui n'obéissent pas aux lois de la physique et du bon sens (comme les colonnes de feu, la dispersion d'éclairs, les tourbillons qui déchirent tout ce qui leur tombe dessus, etc.). 
Des anomalies font apparaître des artefacts, qui sont des éléments aux propriétés uniques et extraordinaires telles que l'anti-gravité ou l'absorption de la radioactivité. Les personnes qui sont venues explorer la Zone à la recherche d'un enrichissement personnel tel que des artefacts sont connues sous le nom de "STALKERS". Beaucoup d'entre eux travaillent seuls, bien qu'il y ait aussi plusieurs factions organisées présentes. La faction Duty pense que la Zone est une menace pour l'humanité qui doit être détruite. À l'inverse, les membres de la faction Freedom pensent que la zone devrait être librement accessible à tous.
Pour protéger la zone des intrus, un point de contrôle militaire connu sous le nom de Cordon a été construit par les forces militaires ukrainiennes. De plus, des escouades militaires mènent des opérations dans la Zone, comme des missions d'élimination ou de sécurisation de points stratégiques. Les habitants les plus dangereux de la Zone sont les autres harceleurs, en particulier une secte fanatique appelée le Monolithe protégeant le centre de la Zone, et les mutants, dont certains possèdent des pouvoirs psioniques.
Les protagonistes de la série ont des objectifs et des allégeances différents, mais doivent souvent travailler ensemble. En règle générale, l'objectif principal de chaque jeu est d'atteindre le centre de la zone, avec un certain nombre d'aventures, de dangers et de risques sur le chemin.

## Trame

### Shadow of Chernobyl(2007)
Dans le premier jeu de la série, le joueur assume le rôle d'un stalker amnésique appelé "Le Tatoué", chargé de tuer un autre stalker nommé Strelok. Dans ce jeu, le protagoniste découvre des indices sur son passé et sa véritable identité tout en aidant d'autres stalkers et en combattant les créatures mutantes qui habitent la zone. Shadow of Chernobyl comporte sept fins. Ces fins dépendent de plusieurs facteurs, tels que l'argent gagné pendant le jeu, le soutien de certaines factions ou la quantité de mémoire du protagoniste reconstituée.

### Clear Sky(2008)
Clear Sky, le deuxième jeu sorti de la série, est une préquelle de Shadow of Chernobyl. Le joueur assume le rôle de Scar, un mercenaire vétéran. Seul survivant d'une énorme émission d'énergie dans laquelle il a été pris alors qu'il escortait un groupe de scientifiques à travers la zone, il est sauvé et travaille avec Clear Sky, une faction destinée à la recherche et à la compréhension de la nature de la zone. Tout au long du jeu, le joueur peut choisir d'avoir Scar avec ou contre certaines factions de la région pour aider à atteindre l'objectif de Clear Sky.

### Call of Pripyat(2009)
Troisième jeu de la série, Call of Pripyat se déroule peu après les événements de Shadow of Chernobyl . Ayant découvert la voie ouverte vers le centre de la Zone, le gouvernement décide d'en prendre le contrôle via "l'Opération Fairway". De plus, ils prévoient d'enquêter sur le territoire avant d'envoyer minutieusement la principale force militaire. Malgré ces préparatifs, l'opération militaire échoue, tous les hélicoptères s'écrasent. Afin de déterminer la cause des accidents, le Service de sécurité ukrainien envoie le major Alexander Degtyarev dans la zone sous une couverture de stalker.

### Heart of Chornobyl(2024)
STALKER 2 a été annoncé en août 2010, avec une date de sortie initiale prévue pour 2012.  Sergiy Grygorovych, PDG de GSC Game World, a précisé que le jeu vidéo comportait un tout nouveau moteur multiplateforme, codé par GSC eux-mêmes. Le 23 décembre 2011, GSC Game World a annoncé qu'il poursuivrait le développement de STALKER 2, malgré une annonce antérieure indiquant son annulation. Cependant, STALKER 2 a de nouveau été annulé par GSC Game World via une publication sur Twitter le 25 avril 2012. 
Le développement d'un nouveau STALKER 2 a été annoncé le 15 mai 2018 avec une publication sur la page Facebook de Cossacks 3. Le message renvoie vers un site qui affiche le texte "STALKER 2 — 2.0.2.1.", ce qui implique une année de sortie prévue en 2021 alimentée par l'Unreal Engine 4. En mai 2018, Sergey Galyonkin, le créateur de Steam Spy, a tweeté que GSC Game World créerait un STALKER 2, en utilisant Unreal Engine 4.  Peu de temps après, le site Web du GSC a mentionné que la société travaillait sur STALKER 2, et un site Web teaser est apparu mentionnant la date de sortie de 2021. Il a été suggéré que le jeu était encore en phase de conception et a été annoncé juste avant l'E3 2018 afin qu'il puisse trouver un éditeur. 
Le 23 mars 2020, GSC Game World a publié une capture d'écran du jeu en développement, promettant de partager de nouvelles informations sur le jeu dans les mois à venir. 
Le 23 juillet 2020, il a été annoncé que le jeu sortira en 2021 pour Microsoft Windows et Xbox Series X/S, ce qui sera la première fois que la série sera sur consoles. 
Le 30 décembre 2020, un teaser intégré au moteur du jeu a été publié. 
Le 13 juin 2021, la date de sortie a été confirmée pour le 28 avril 2022 via une bande-annonce de gameplay lors de la conférence de presse E3 2021 Microsoft / Bethesda. Il a également été révélé qu'il serait inclus dans l'abonnement du Xbox Game Pass au lancement. Le 12 janvier 2022, la date de sortie a été reportée au 8 décembre 2022. 
Après l'invasion russe de l'Ukraine en février 2022, il a été annoncé que le développement avait été suspendu indéfiniment. Cependant, après avoir déplacé leur studio de développement en Tchéquie, les développeurs ont indiqué une date de sortie en 2024 durant la Gamescom 2023.

## Accueil
| Jeux                                | Metacritic  |
| ----------------------------------- | ----------- |
| S.T.A.L.K.E.R.: Shadow of Chernobyl | 82/100 (PC) |
| S.T.A.L.K.E.R.: Clear Sky           | 75/100 (PC) |
| S.T.A.L.K.E.R.: Call of Pripyat     | 80/100 (PC) |

La série STALKER a reçu des critiques positives des sites de jeux populaires et a été bien accueillie par les critiques. La série est notée entre 75 et 82 sur Metacritic.
En août 2010, la franchise s'était vendue à plus de 4 millions d'exemplaires. En août 2021, GSC et Koch Media revendiquent plus de 15 millions de ventes totales pour la franchise.   

## Jeux liés
En 2010, le premier jeu de la série de jeux Metro est sorti. Metro est une autre série de jeux de tir à la première personne ukrainienne basés sur la série littéraire Metro 2033, qui a été créée par certains anciens membres de l'équipe de développement de STALKER qui sont partis pour former 4A Games en 2006 avant la sortie de Shadow of Chernobyl.
L'ancienne équipe de STALKER 2 a ouvert un nouveau studio, Vostok Games, en 2012. En 2015, ils ont sorti un jeu de tir à la première personne en ligne massivement multijoueur gratuit intitulé Survarium dans l'esprit de la franchise, en utilisant les idées qu'ils ont créées pour la suite annulée. Leur nouveau projet est un jeu de bataille royale se déroulant à Tchernobyl, intitulé Fear the Wolves.
En 2014, West-Games, qui prétendait être composé d'anciens développeurs principaux de STALKER (selon GSC Game World et Vostok Games, à tort) a lancé une campagne Kickstarter pour créer un successeur spirituel à STALKER d'abord appelé Areal puis STALKER Apocalypse. Alors qu'il a réussi à atteindre son objectif de 50 000 $, de multiples inquiétudes ont été soulevées tout au long de la campagne sur le fait que le projet était une arnaque possible, et Kickstarter a finalement suspendu la campagne deux jours avant sa date limite, pour des raisons non divulguées,.  
En 2019, Alexey Sityanov, ancien concepteur de jeux et scénariste de Shadow of Chernobyl, Survarium et Sketch Tales, s'est associé à The Farm 51 pour travailler sur leur projet Kickstarter, Chernobylite. Le jeu propose un gameplay et des thèmes similaires à STALKER, et l'environnement est basé sur la véritable zone d'exclusion de Tchernobyl, réalisée en utilisant des mesures de photogrammétrie,. Un stalker est introduit dans le jeu en tant qu'antagoniste, connu sous le nom de Black Stalker. Chernobylite est publié en accès anticipé le 16 octobre 2019, sur Steam. 